# جوليس زيلر
جوليس زيلر (بالفرنسية: Jules Zeller )‏ (و. 1820 – 1900 م) هو مؤرخ، من فرنسا، ولد في باريس، كان عضوًا في أكاديمية العلوم الأخلاقية والسياسية الفرنسية، توفي عن عمر يناهز 80 عاماً.

## مناصب وهيئات
أدار مدرسة الأساتذة العليا، والمدرسة المتعددة التكنولوجية بفرنسا.

## جوائز
حصل على جوائز منها:
- قائد وسام جوقة الشرف.